# Selección de baloncesto de Hungría
La selección de baloncesto de Hungría (en húngaro: Magyar nemzeti kosárlabda-válogatott) es el equipo formado por jugadores de nacionalidad húngara que representa a la Federación Húngara de Baloncesto en las competiciones internacionales organizadas por la Federación Internacional de Baloncesto (FIBA) o el Comité Olímpico Internacional (COI): los Juegos Olímpicos, la Copa Mundial de Baloncesto y el EuroBasket.
El mejor período de Hungría en las competiciones internacionales de baloncesto se produjo entre los años 1940 y 1960. Fue cuando la selección nacional ganó varias medallas en el EuroBasket (1946, 1953, 1955), y llegó a los Juegos Olímpicos en cuatro de las seis primeras ediciones del evento. Sin embargo, desde 1969, el equipo solo se ha clasificado para la cita continental tres veces (1999, 2017, 2022). Hungría también continúa compitiendo por su debut en la Copa Mundial FIBA.

## Historia

### EuroBasket 1935
La selección húngara de baloncesto terminó novena en el EuroBasket 1935, primer torneo de baloncesto europeo de selecciones organizado por la FIBA Europa, la selección húngara se enfrentó a la que fue campeona Letonia cayendo por 46-12.

### EuroBasket 1939
Después de no competir en el EuroBasket 1937, el equipo húngaro volvió al campeonato europeo quedando en séptima posición de ocho y perdiendo todos sus partidos excepto el que los enfrentó a Finlandia.

### EuroBasket 1946
La selección de Hungría participó en el cuarto campeonato, esta vez consiguiendo llegar por primera vez a la lucha por las medallas y ganando la medalla de bronce a Francia por 38-32.

### EuroBasket 1947
De nuevo la selección húngara estuvo presente en el torneo europeo, esta vez quedándose séptima de catorce equipos al derrotar a Bulgaria en el partido por el 7.º y 8.º puesto.

### EuroBasket 1953
Hungría participó en el EuroBasket 1953 en la que jugó por primera vez una final del campeonato europeo en Moscú, en la que se enfrentó a la selección anfitriona cayendo derrotados y consiguiendo su primera medalla de plata.

### EuroBasket 1955
Este torneo fue organizado por Hungría y los partidos los acogió su capital Budapest, la selección húngara consiguió su mejor clasificación y se llevó la medalla de oro del campeonato europeo.

## Historial

### Copa Mundial
Resultado General: No ocupa puesto
| Copa Mundial de Baloncesto |
| --- |
| - 1950: No calificó - 1954: No calificó - 1959: No calificó - 1963: No calificó - 1967: No calificó - 1970: No calificó - 1974: No calificó - 1978: No calificó - 1982: No calificó - 1986: No calificó - 1990: No calificó - 1994: No calificó - 1998: No calificó - 2002: No calificó - 2006: No calificó - 2010: No clasificó - 2014: No calificó - 2019: No calificó - 2023: No calificó - 2027: TBD |

### Juegos Olímpicos
| Baloncesto en los Juegos Olímpicos |
| --- |
| - Berlín 1936: Descalificado - Londres 1948: 16° Lugar - Helsinki 1952: 13° Lugar - Melbourne 1956: No calificó - Roma 1960: 9° Lugar - Tokio 1964: 13° Lugar - México 1968: No calificó - Múnich 1972: No calificó - Montreal 1976: No calificó - Moscú 1980: No calificó - Los Ángeles 1984: No calificó - Seúl 1988: No calificó - Barcelona 1992: No calificó - Atlanta 1996: No calificó - Sídney 2000: No calificó - Atenas 2004: No calificó - Pekín 2008: No calificó - Londres 2012: No calificó - Río 2016: No calificó - Tokio 2020: No calificó - París 2024: No calificó |

### EuroBasket
| EuroBasket |
| --- |
| - 1935: 9° Lugar - 1937: No participó - 1939: 7° Lugar - 1946: - 1947: 7° Lugar - 1949: No participó - 1951: No participó - 1953: - 1955: - 1957: 4° Lugar - 1959: 4° Lugar - 1961: 6° Lugar - 1963: 4° Lugar - 1965: 15° Lugar - 1967: 13° Lugar - 1969: 8° Lugar - 1971: No participó - 1973: No participó - 1975: No participó - 1977: No participó - 1979: No participó - 1981: No participó - 1983: No participó - 1985: No participó - 1987: No participó - 1989: No participó - 1991: No participó - 1993: No participó - 1995: No participó - 1997: No participó - 1999: 13° Lugar - 2001: No participó - 2003: No participó - 2005: No participó - 2007: No participó - 2009: No participó - 2011: No participó - 2013: No participó - 2015: No participó - 2017: 16° Lugar - 2022: 23° Lugar - 2025: TBD |

## Palmarés
- EuroBasket:
  -   Campeón (1): 1955
  -  Subcampeón (1): 1953
  -  Tercer lugar (1): 1946